# Richard Bohringer
Richard Bohringer (Moulins, 16 gennaio 1942) è un attore, drammaturgo, sceneggiatore, regista, cantante e compositore francese.

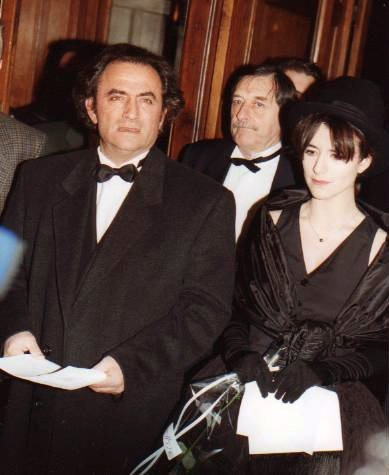
Richard Bohringer con la figlia Romane alla cerimonia per la consegna dei Premi César del 1993

Come attore, è attivo in campo cinematografico, televisivo e teatrale e - tra cinema e televisione - ha partecipato, a partire dall'inizio degli anni settanta, ad oltre 130 produzioni.
Tra i suoi ruoli più noti, figurano quelli nei film Conto finale, Innocenza e malizia e L'accompagnatrice e quello di Paul Brissac nella serie televisiva Un homme en colère, ruoli che gli hanno valso due Premio César e un 7 d'or.

## Biografia
Di padre tedesco e madre francese, è il padre delle attrici Romane e Lou Bohringer. Ha la cittadinanza senegalese dal 2002.

## Filmografia parziale

### Attore

#### Cinema
- Les Frangines, regia di Jean Gourguet (1960)
- La maison, regia di Gérard Brach (1970)
- L'italien des roses, regia di Charles Matton (1972)
- Les conquistadores, regia di Marco Pauly (1976)
- L'animale (L'Animal), regia di Claude Zidi (1977)
- Martin et Léa, regia di Alain Cavalier (1980)
- Alors heureux?, regia di Claude Barrois (1980)
- I sottodotati (Les sous-doués), regia di Claude Zidi (1980)
- L'ultimo metrò (Le dernier métro), regia di François Truffaut (1980)
- Un commissario al di sotto di ogni sospetto (Inspecteur la Bavure), regia di Claude Zidi (1980)
- Il tempo delle mele (La boum), regia di Claude Pinoteau (1980)
- Diva, regia di Jean-Jacques Beineix (1981)
- Bolero (Les uns et les autres), regia di Claude Lelouch (1981)
- Transit, regia di Takis Candilis (1982)
- Il grande perdono (Le grand perdon), regia di Alexandre Arcady (1982)
- Les lièvres du vilain, regia di Armando Bernardi - cortometraggio (1983)
- J'ai épousé une ombre, regia di Robin Davis (1983)
- Cap Canaille, regia di Juliet Berto e Jean-Henri Roger (1983)
- Ballade à blanc, regia di Bertrand Gauthier (1983)
- La bête noire, regia di Patrick Chaput (1983)
- El diablo y la dama, regia di Ariel Zúñiga (1984)
- Conto finale (L'addition), regia di Denis Amar (1984)
- Pericolo nella dimora (Péril en la demeure), regia di Michel Deville (1985)
- Le pactole, regia di Jean-Pierre Mocky (1985)
- Les folles années du twist, regia di Mahmoud Zemmouri (1986)
- Kamikaze, regia di Didier Grousset (1986)
- Innocenza e malizia (Le grand chemin), regia di Jean-Loup Hubert (1987)
- Agent trouble - L'ultima corsa (Agent trouble), regia di Jean-Pierre Mocky (1987)
- Un nemico per amico (Après la guerre), regia di Jean-Loup Hubert (1989)
- Il cuoco, il ladro, sua moglie e l'amante (The Cook the Thief His Wife & Her Lover), regia di Peter Greenaway (1989)
- Stan the Flasher, regia di Serge Gainsbourg (1990)
- Donne di piacere (Dames galantes), regia di Jean-Charles Tacchella (1990)
- Ragazzi, regia di Mama Keïta (1991)
- La reine blanche, regia di Jean-Loup Hubert (1991)
- Formidabili amici... (Une époque formidable...), regia di Gérard Jugnot (1991)
- Benvenuto a Veraz (Veraz), regia di Xavier Castano (1991)
- L'accompagnatrice, regia di Claude Miller (1992)
- Tango, regia di Patrice Leconte (1993)
- Il profumo di Yvonne (Le parfum d'Yvonne), regia di Patrice Leconte (1994)
- Il sorriso (Le sourire), regia di Claude Miller (1994)
- Una mamma per due papà (Les deux papas et la maman), regia di Jean-Marc Longval e Smaïn (1996)
- Saraka bô, regia di Denis Amar (1997)
- Yasaengdongmul bohogu-yeok, regia di Kim Ki-duk (1997)
- La verità sull'amore (La Vérité si je mens!), regia di Thomas Gilou (1997)
- Mona, les chiens, le désir et la mort, regia di Jean-François Perfetti - cortometraggio (1998)
- Rembrandt, regia di Charles Matton (1999)
- Unruly - Nessuna regola (Méditerranées), regia di Philippe Bérenger (1999)
- Crime Spree - In fuga da Chicago (Crime spree), regia di Brad Mirman (2003)
- L'outremangeur, regia di Thierry Binisti (2003)
- Ennemis publics, regia di Karim Abbou e Kader Ayd (2005)
- Cavalcade, regia di Steve Suissa (2005)
- Pom, le poulain, regia di Olivier Ringer (2006)
- C'est beau une ville la nuit, regia di Richard Bohringer (2006)
- Bluesbreaker, regia di Dominique Brenguier (2007)
- Les amours secrètes, regia di Franck Phelizon (2010)
- Una notte (Une nuit), regia di Philippe Lefebvre (2012)
- By the sea, regia di Angelina Jolie (2015)
- La enfermedad del domingo, regia di Ramón Salazar (2018)

#### Televisione
- Médecins de nuits - serie TV, 1 episodio (1981)
- Les uns et les autres - miniserie TV (1981)
- Le serment d'Heidelberg, regia di André Farwagi - film TV (1981)
- Pablo est mort, regia di Philippe Lefebvre - film TV (1983)
- Cinéma 16 - serie TV, 1 episodio (1986)
- L'inconnue de Vienne, regia di Bernard Stora - film TV (1986)
- Médecins des hommes - serie TV, 1 episodio (1988)
- Le petit prince - serie TV, voce (1990)
- Deux justiciers dans la ville - serie TV, 2 episodi (1994-1996)
- Un homme en colère - serie TV (1997-2002)
- L'ultimo valzer (Opernball), regia di Urs Egger - film TV (1998)
- Tale madre tale figlia (Telle mère, telle fille), regia di Élisabeth Rappeneau - film TV (1998)
- H - serie TV, 1 episodio (2001)
- Libre, regia di Jean-Pierre Sauné - film TV (2002)
- Poil de carotte, regia di Richard Bohringer (2003)
- Virus au paradis, regia di Olivier Langlois - film TV (2003)
- La petite Fadette, regia di Michaëla Watteaux - film TV (2004)
- Docteur Dassin, généraliste - miniserie TV (2004-2005)
- Capitaines des ténèbres, regia di Serge Moati - film TV (2005)
- Myster Mocky présente, regia di Jean-Pierre Mocky (2008-2009)
- Tensions sur le Cap Corse, regia di Stéphanie Murat - film TV (2017)

### Sceneggiatore
- Beau masque (1972)
- La punizione (La punition, 1973)
- Il pleut toujours où c'est mouillé (1975)
- Ubac (1987)
- C'est beau une ville la nuit (2006)

### Regista
- Les coquelicots sont revenus (TV, 1999)
- C'est beau une ville la nuit (2003)
- Poil de carotte (TV, 2003)
- C'est beau une ville la nuit (2006)

### Produttore
- C'est beau une ville la nuit (2006)

### Compositore
- C'est beau une ville la nuit (2006)

## Teatro

### Attore (Lista parziale)
- Zorglub (1966)
- Les girafes (1967)
- Le Paradis sur terre, di Tennessee Williams (1982)
- L'ouest, di Sam Shepard (1984)
- Riccardo III, di William Shakespeare (2010)
- Traîne pas trop sous la pluie (2010)

### Drammaturgo
- Zorglub (1966)
- Les girafes (1967)
- Traîne pas trop sous la pluie (2010)

## Discografia[4]

### Album
- Errance (1990)
- Bohringer (1992)
- C'est beau une ville la nuit (1994)

## Pubblicazioni
- 1988: C'est beau une ville la nuit
- 1994: Le Bord intime des rivières
- 1995: Zorglub
- 1995: Les girafes
- 2005: L'ultime conviction du désir
- 2007: Carnet du Sénégal
- 2009: Traîne pas trop sous la pluie
- 2011: Les nouveaux contes de la cité perdue

## Premi & riconoscimenti[2]
- 1985: Premio César come miglior attore non protagonista per Conto finale
- 1988: Premio César come miglior attore per Innocenza e malizia
- 1997: 7 d'or come miglior attore per il ruolo di Paul Brissac in Un homme en colère

## Doppiatori italiani
- Manlio De Angelis in Subway
- Sergio Di Stefano in Il cuoco, il ladro, sua moglie e l'amante
- Omero Antonutti in L'accompagnatrice
- Elio Marconato in Il profumo di Yvonne
- Fabrizio Temperini in Crime Spree - Fuga da Chicago